# Plan japonais d'invasion de l'Australie

Une affiche de propagande australienne de 1942 faisant référence à la menace d'une invasion japonaise. L'affiche fut critiquée pour son aspect alarmiste et par la suite interdite par le gouvernement du Queensland.

Au début de 1942, des éléments de la marine impériale japonaise (IJN) proposèrent une invasion de l'Australie. Cette proposition a été rejetée par l'armée impériale japonaise et le Premier ministre Hideki Tojo, considérant l'opération comme irréalisable compte tenu de la géographie de l'Australie et de la force des défenses alliées. Par défaut, l'armée japonaise adopta une stratégie d'isolement de l'Australie des États-Unis en traversant le Pacifique Sud. Cette offensive fut abandonnée après la bataille de la mer de Corail et la bataille de Midway en mai et juin 1942, et toutes les opérations japonaises ultérieures dans les environs de l'Australie ont été entreprises pour ralentir l'avance des forces alliées. 

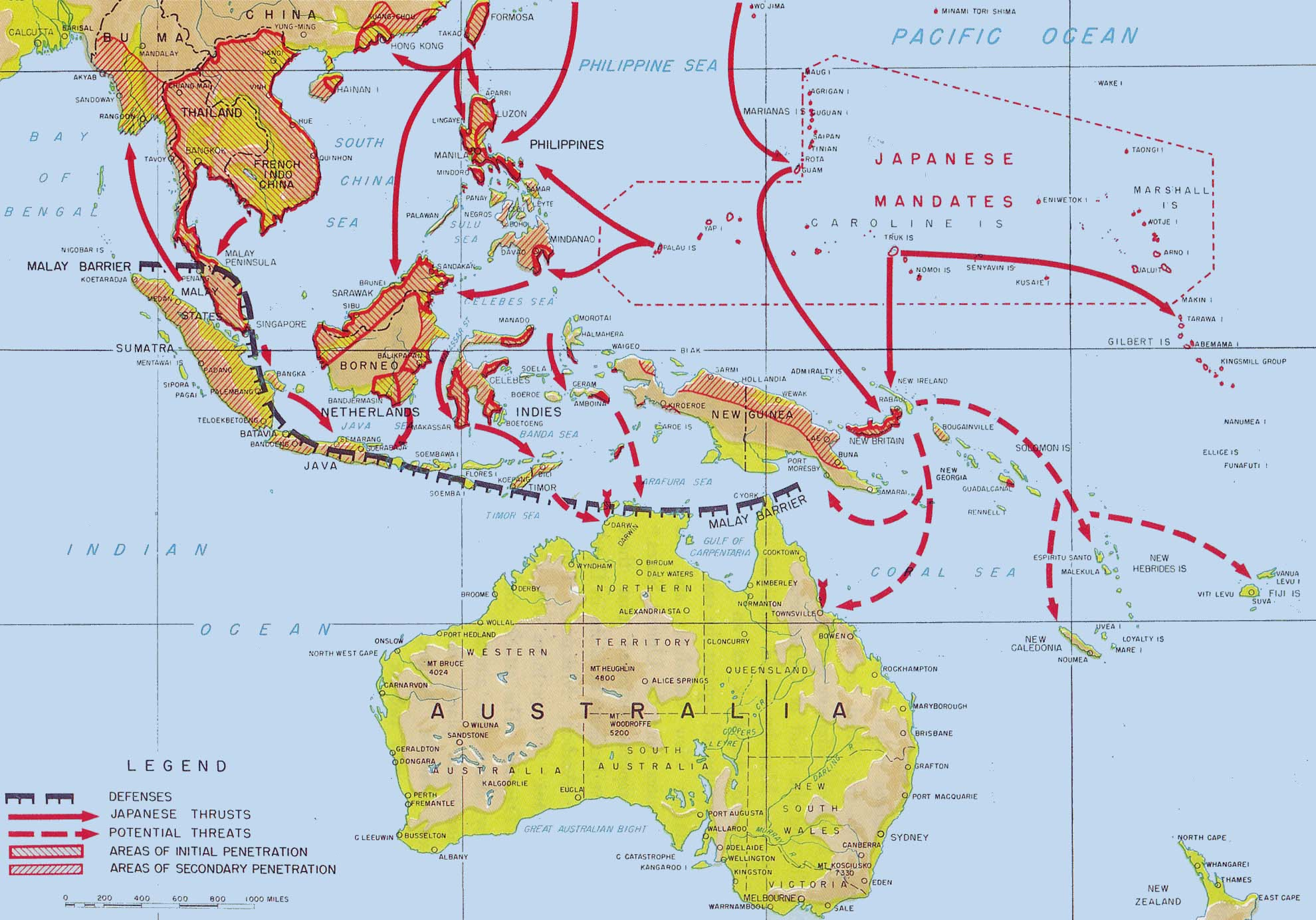
Avancée de l'invasion japonaise en 1942.

L'ancien historien principal du Mémorial australien de la guerre, le Dr Peter Stanley, déclare que « l'armée japonaise rejetait l'idée comme du "charabia", sachant que des troupes envoyées plus au sud affaibliraient le Japon en Chine et en Mandchourie contre une menace soviétique. L'armée japonaise condamna le plan, suivie peu après par l'état-major de la marine, conscient qu'une telle opération affaiblirait les forces japonaises face aux millions de tonnes de vivres, armes et hommes que l'invasion aurait consommé ». 
En Australie, le gouvernement, l'armée et le peuple ont été profondément alarmés après la chute de Singapour en février 1942 sur la possibilité d'une invasion japonaise. Bien que le Japon n'ait jamais prévu d'envahir l'Australie, la peur généralisée conduisit à une expansion de l'économie militaire et de guerre australienne, ainsi qu'à des liens plus étroits avec les États-Unis,. 

## Mythe australien de l'invasion japonaise supposée
L'ancien chef du Centre de recherches historiques du Musée national d'Australie, le Dr Peter Stanley, a critiqué le mythe souvent répété et répandu selon lequel le Japon avait l'intention d'envahir l'Australie, commentant « le mythe de l'invasion aide à justifier la vision paroissiale que les Australiens avaient de leur effort de guerre ». 

## Dans la fiction
- Le roman d'uchronie de 1984, The Bush Soldiers, de John Hooker, décrit une invasion japonaise réussie de l'Australie et l'effort de résistance ultime d'une poignée de soldats australiens et britanniques[5].
- Dans le roman d'uchronie de 2004 de John Birmingham, Designated Targets, le Japon Impérial lance une invasion du nord de l'Australie.